# Otradnaja
Otradnaja (in russo Отрадная?) è un centro abitato (stanica) della Russia, situato nel Territorio di Krasnodar. È il centro amministrativo del distretto Otradnenskij.
La località si trova sulla riva sinistra del fiume Urup, 80 km a sud-est di Armavir.